# Juliane Ziegler

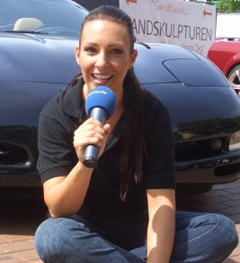
TV-Moderatorin Juliane Ziegler

Juliane Ziegler (* 29. September 1981 in Berlin) ist eine deutsche Fernsehmoderatorin. Sie war unter anderem für das Wissensmagazin Galileo bei ProSieben sowie die Magazine Abenteuer Auto und Abenteuer Leben – täglich Wissen bei Kabel eins tätig.

## Leben
Juliane Ziegler ist in Berlin aufgewachsen. Nach ihrem Realschulabschluss absolvierte sie eine Berufsausbildung zur Schornsteinfegerin. Nach bestandener Gesellenprüfung entschied sie sich jedoch für eine Tätigkeit beim Fernsehen.

## Fernsehen

### Die Anfänge
Bekannt wurde Ziegler 2003 über die damals von Brainpool für RTL produzierte erste Staffel der Show Der Bachelor: Nachdem sie von einer Freundin zum Casting angemeldet worden war, wurde sie aus tausenden Bewerberinnen ausgewählt, um an der Côte d’Azur gegen 24 weitere Kandidatinnen anzutreten. Aus dem Finale ging sie als Auserwählte des Bachelors Marcel Maderitsch und somit Siegerin hervor – auch wenn im echten Leben aus den beiden kein Paar wurde. Erste Moderationserfahrungen machte Ziegler 2004 bei RTL als Assistentin von Oliver Welke in der Show Die größten Weltrekorde – Guinness World Records. Im selben Jahr siegte sie beim RTL Promi-Boxen III und trat beim TV total Springreit-Championat an.

### 2004 bis 2008
Als RTL 2004 seinen Digitalsender Traumpartner TV startete, wurde Ziegler dessen Hauptmoderatorin und Sendergesicht. Sie moderierte dort bis 2007 zahlreiche interaktive Live-Shows. In den Jahren 2006/2007 präsentierte sie parallel das Format Call4Cash beim MTV-Networks-Sender VIVA Plus.
Ab Mai 2007 engagierte die ProSiebenSat.1 Group Ziegler für ihren Quizsender 9Live und dessen Live-Call-in-Shows bei ProSieben (Night-Loft), Sat.1 (Quiz Night) und Kabel eins (Filmquiz). Nach einem Fauxpas der Moderatorin im Januar 2008 in der Sendung Night-Loft, in der sie einem Call-In-Anrufer gegenüber offenbar scherzhaft den Satz „Arbeit macht frei“ verwendete, folgte ihre Entlassung und eine vorübergehende Bildschirmpause. Parallel war sie beim digitalen Spartensender TIER.TV zu sehen. Dort moderierte sie die Live-Show Doc & Co. – die Tiersprechstunde und das Magazin Im Galopp – Rund ums Pferd.

### Seit 2008
Ab November 2008 war Ziegler als Moderatorin und Reporterin für center.tv Heimatfernsehen Ruhr tätig. Dort führte sie unter anderem durch das Reportageformat center.tv mobil vor Ort, die Kochshow Im Henkelmann serviert oder die Nachrichtensendung Heimat Kompakt. Für das ProSieben-Wissensmagazin Galileo ist sie seit Mai 2009 als On-Air-Reporterin im Einsatz, vor allem für Experimente in der Rubrik Galileo eXtrem. Seit Anfang 2010 ist sie als Reporterin auch in den kabel-eins-Magazinen Abenteuer Auto und Abenteuer Leben – täglich Wissen zu sehen.

## Sonstiges
Neben der TV-Moderation machte Ziegler Werbung für diverse Charity-, Print- und On-air-Kampagnen.
Seit 2004 lebt sie in Köln.